# نارگیل برگر
نارگیل برگر که به عنوان ساپال برگر یا نیوگ برگر نیز شناخته می‌شود، یک وجی برگر فیلیپینی است که با خمیر نارگیل خرد شده (ساپال) ساخته می‌شود که محصول فرعی استخراج سنتی شیر نارگیل در غذاهای فیلیپینی است. این یک غذای گیاهی تخم مرغی در نظر گرفته می‌شود، اما وگان نیست زیرا از تخم مرغ به عنوان بخشی از مواد تشکیل دهنده آن استفاده می‌کند.